# Deutsches Literaturinstitut Leipzig

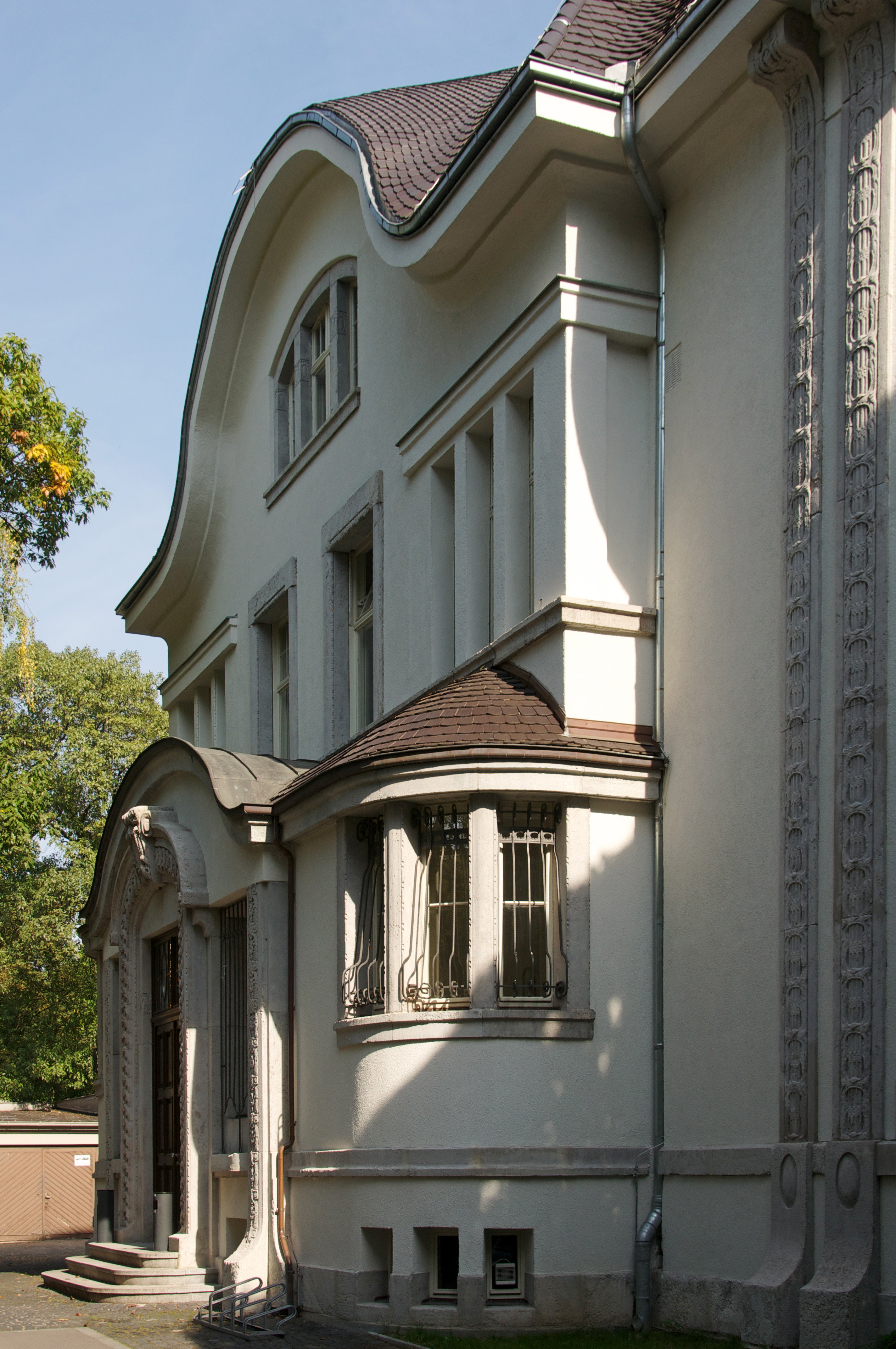
Eingang zum Deutschen Literaturinstitut (2010)

Das Deutsche Literaturinstitut Leipzig (DLL) ist Teil der Universität Leipzig und bietet eine Ausbildung für Schriftsteller in literarischem Schreiben. Es besteht seit 1995 und geht auf das 1955 gegründete DDR-Literaturinstitut zurück, das von 1959 bis 1993 Institut für Literatur „Johannes R. Becher“ hieß. Das Literaturinstitut befindet sich in der Villa Giesecke im Leipziger Musikviertel, Wächterstraße 34. Die 1907–1908 für den Buchdruckereibesitzer Johannes Giesecke errichtete Villa steht unter Denkmalschutz.

### Literaturinstitut „Johannes R. Becher“

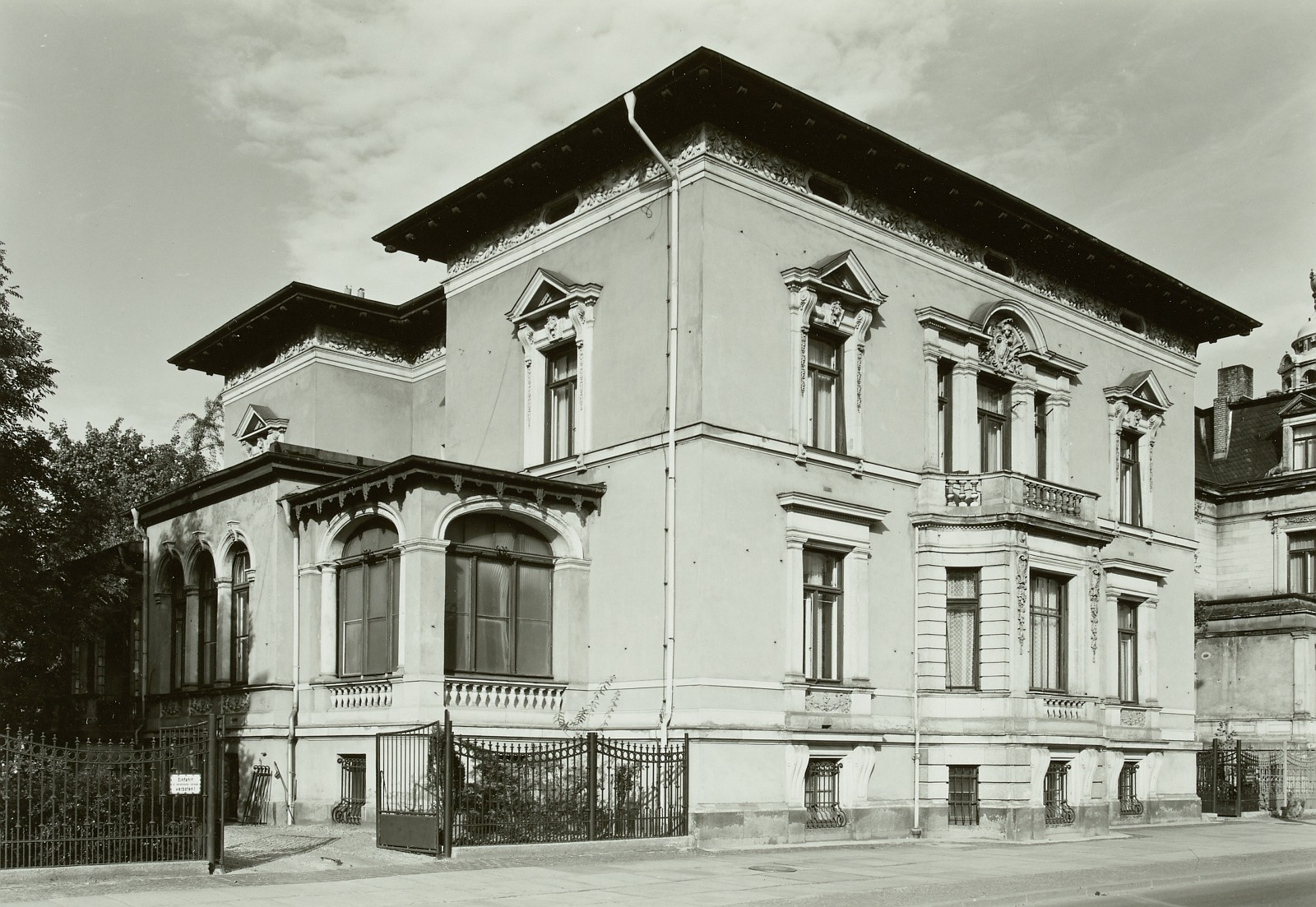
Ehemalige Villa Reißig in der Karl-Tauchnitz-Straße 8, in die das Literaturinstitut „Johannes R. Becher“ 1957 einzog (1952)

## Geschichte